# Шахматы в Чехословакии
Шахматы в Чехословакии — история шахмат на территории Чехословакии, которая входит в ФИДЕ с 1924 года.

## История
Первые сведения о шахматах в Чехии относятся к XI веку. Один из предшественников чешской Реформации Томаш Штитный (ок. 1333 — ок. 1405) написал «Книжку о шахматах» — первое литературное произведение на эту тему на чешском языке. Шахматами увлекался видный мыслитель и идеолог чешской Реформации Ян Гус (1371—1415). В позднем средневековье шахматы в Чехии продолжали распространяться несмотря на церковные запреты. Педагог-гуманист и общественный деятель Я. А. Коменский (1592—1670) отметил в учебнике для детей «Мир чувственных вещей в картинках» (1658): «Самая остроумная игра есть игра в шахматы, в ней как будто два войска вступают друг с другом в сражение».
В Словакии шахматы были также известны издавна; изобретатель шахматного автомата B. Кемпелен — уроженец Братиславы. Шахматные публикации впервые появились в словацкой печати: первая шахматная диаграмма напечатана в календаре «Домашняя шкатулка» (1847).
В Чехии в иллюстрированном издании «Кругозор» (1868) появился шахматный отдел (существовал до 1900); в 1874—1884 в «Юмористических листках» шахматные обзоры вёл Я. Добруский. Значительных успехов на международной арене добились чешские проблемисты, создавшие так называемую чешскую школу в задачной композиции.
Первоначальными центрами шахматной жизни в Чехии были пражские кафе. Уроженцем Чехии был В. Стейниц. В середине XIX века в ряде городов Чехии возникли шахматные клубы. В 1884—1891 существовало «Чешское шахматное общество». 8 сентября 1905 в Праге была создана федерация чешских шахматистов. Одновременно с организационным съездом был проведён турнир (победитель — О. Дурас). Позднее состоялся ряд международных турниров в Карлсбаде (ныне Карлови-Вари; 1907 и 1911), Праге (1908), Пьештяни (1912). В 1902 в Праге открыт рабочий шахматный клуб, в 1910 создан рабочий шахматный союз, располагавший клубами в разных городах.

## После первой мировой
После 1-й мировой войны 1914—1918 в Праге 25 января 1919 создано Главное объединение чехословацких шахматистов (40 обществ, 1144 члена); 29 июля 1924 учреждено его Словацкое отделение (Тренчанске-Теплице). В период между 1-й и 2-й мировыми войнами в Чехословакии проведены несколько крупных (Пьештяни, 1922; Острава, 1923; Карлсбад, 1929; Подебради, 1936) и много менее значительных соревнований. В 1931 в Праге состоялась Всемирная шахматная олимпиада. В международных соревнованиях крупных успехов добились Р. Рети, С. Флор, К. Опоченский, Я. Фолтыс, К. Трейбал, Й. Рейфирж и другие.

## Вторая мировая
В годы 2-й мировой войны рабочий шахматный союз не функционировал. За участие в Движении Сопротивления казнены Л. Елинек, К. Трейбал, видный шахматный композитор О. Вотруба. Многие сильные шахматисты погибли в концлагерях.

## После второй мировой войны
После освобождения Чехословакии (1945) национальная шахматная организация стала популяризировать шахматы среди трудящихся. В 1946 состоялись товарищеские матчи Прага — Москва (см. Москва — Прага матчи). С 1950-х годов началось быстрое развитие шахматного движения: в 1938 чехословацкие шахматные организации объединяли 5 тысяч человек, к 1987 их число возросло до 40 тысяч.
Чемпионаты Чехословакии среди мужчин проводятся с 1921, среди женщин — с 1932; неоднократные их победители — К. Опоченский, М. Филип, Л. Пахман, В. Янса, В. Горт, Я. Смейкал, Р. Сухая, Н. Грушкова-Бельская, К. Эретова, Э. Климова и другие. Значительны достижения чехословацких шахматистов в международных соревнованиях. Шахматисты Чехословакии — неоднократные участники Всемирных шахматных олимпиад. Мужская национальная команда — 2-й (1933, 1982), 3-й (1931) и 4-й (1952, 1954, 1972) призёр олимпиад, женская команда — 3-й призёр (1969). Чехословацкие шахматисты успешно выступают на чемпионатах мира среди студентов: 1954 и 1963 — 1-е; 1964 и 1966 — 2-е; 1957, 1962 и 1968—3-е места. На чемпионате мира среди юниоров (1963) М. Яната разделил 1—2-е места. Л. Фтачник (1976/1977) и И. Штол (1982) заняли 2-е места. На 1-м командном чемпионате Европы (1957) команда Чехословакии заняла 3-е место, на 2-м (1961) — 4-е. Шахматисты Чехословакии — чемпионы мира по переписке (1968), победители 5-й олимпиады по переписке (1965—1968).
Шахматная федерация Чехословакии — организатор ряда официальных соревнований ФИДЕ. Традиционными стали международные турниры в Праге, Градец-Кралове, Трнаве, Стари-Смоковеце и других городах. В 1956 проведён мемориал Стейница (см. Стейница памяти турнир). В 1953—1965 шахматная федерация Чехословакии по поручению ФИДЕ издавала журнал «ФИДЕ». Представители шахматной федерации Чехословакии активно участвовали в работе ФИДЕ, Постоянной комиссии ФИДЕ по шахматной композиции, в деятельности ИКЧФ. Шахматная федерация Чехословакии объединяла 10 международных гроссмейстеров (8 мужчин и 2 женщины), около 30 международных мастеров (1987).